# Centro Deportivo Morača
El Centro Deportivo Morača (en montenegrino: Sportski centar Morača, Спортски центар Морача) es un complejo deportivo situado en Podgorica, Montenegro. El lugar se encuentra en la parte nueva de Podgorica, en la margen derecha del río Moraca, del cual obtuvo su nombre. La construcción de este complejo deportivo se inició en 1978, y varias instalaciones deportivas se encuentran dispersas en un área de cinco hectáreas. La Instalaciones interiores consisten en: un Gran Salón (con capacidad de 6000 asientos) sala de formación, Pabellón de deportes de combate, piscina, sauna, Sala de ping-pong, servicios de negocios, tres piscinas al aire, canchas de tenis, de baloncesto, voleibol y balonmano.